# Сабатини, Гриффин
Гриффин Райли Сабатини (англ. Griffin Riley Sabatini; род. 23 сентября 1998, Хараре) — швейцарский футболист, полузащитник.

## Биография
Родился в Зимбабве, в юношеском возрасте переехал в Швейцарию. До 2017 года занимался футболом в академиях нескольких швейцарских клубов, после этого отправился в США, где выступал за команду Северо-Восточного университета «Нортистерн Хаскис» в чемпионате NCAA. Спустя год вернулся в Швейцарию и подписал контракт с клубом «Волен», однако играл только за молодёжную команду. В 2019 году стал игроком украинского клуба «Днепр-1». Дебютировал в Украинской Премьер-лиге 19 июля 2020 года, на 69-й минуте домашнего матча против полтавской «Ворсклы» заменив Сергея Булецу. Летом 2020 года на год был арендован шотландским клубом «Эйрдрионианс», по окончании срока аренды вернулся в «Днепр-1»